# Ramón Cabanillas Enríquez
Ramón Cabanillas Enríquez va néixer a Fefiñáns (Cambados, Pontevedra) el 3 de juny de 1876. Després d'abandonar la carrera eclesiàstica a Santiago de Compostel·la, va tornar a Cambados, on va treballar com a funcionari de l'ajuntament. Incansable lector, fou un autor exclusivament en gallec, de gran projecció pública, que va ocupar un paper determinant en la superació dels motlles del primer Rexurdimento a pesar de començar a publicar a edat avançada. Amb trenta-quatre anys va emigrar a Cuba, on va residir entre 1910 i 1915. Allí va conèixer Basilio Álvarez Rodríguez, qui el va guanyar per a la causa agrarista i a Xosé Fontenla Leal que va ser clau perquè comencés a escriure en gallec. A L'Havana va publicar els reculls No desterro (1913) i Vento mareiro (1915).

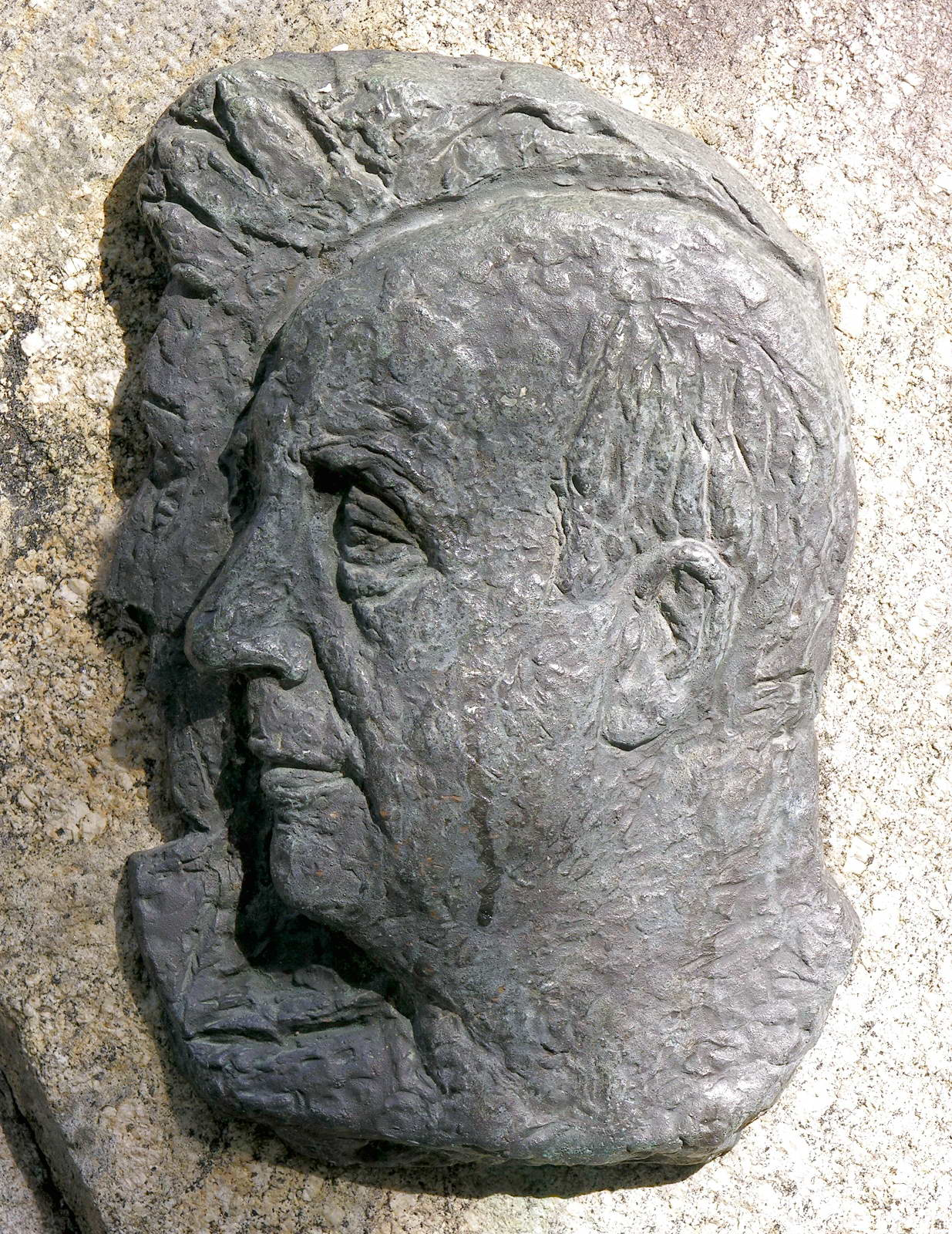
Monument a Cambados.

De tornada a Galícia, va treballar en diversos ajuntaments i va conèixer la lluita agrarista. El compromís amb el projecte de les Irmandades da Fala el va dur a col·laborar assíduament a A Nosa Terra, convertint-se en la veu lírica del moviment. Inicialment pròxim a postures tradicionalistes, de seguida va compartir les tesis de Vicente Risco, el projecte estètic i cultural del qual influiria decididament en la seva producció posterior. Fou aclamat com a Poeta da Raça i va utilitzar els seus poemes al servei del galleguisme, abandonant l'intimisme presents en la seva primera poesia. Així, a Da terra asoballada (De la terra dominada, 1917; segona edició de 1926, que només reproduïx quatre poemes de la primera edició, amb un sentit més crític i social que la segona) i en les noves edicions dels poemaris publicats a l'Havana, Cabanillas va mantenir una actitud educadora. Va pretendre conscienciar el poble i acostar-lo al nacionalisme. Amb aquests mateixos objectius va escriure, la instàncies de Antón Villar Ponte, la peça dramàtica «A man de Santiña» (1921). En col·laboració amb ell compondria el 1926 la tragèdia històrica O mariscal, sobre l'execució del mariscal Pero Pardo de Cela per part dels Reis Catòlics a les portes de la catedral de Mondoñedo, presentada com la venjança del poder central castellà contra els senyors feudals gallecs. També el 1921 va veure la llum el poemari Na noite estrelecida, on, seguint les teories de Risco, Cabanillas reelabora mites del cicle artúric que funcionen com símbols productius. No obstant això, va recuperar el lirisme intimista en 1927 en el poemari amorós A rosa de cen follas.
El 1920 va ser escollit membre de la Real Academia Galega, per a l'ingrés de la qual va llegir un discurs titulat «A saudade nos poetas galegos» (L'enyorança als poetes gallecs). El 1929 faria el propi a la Reial Acadèmia Espanyola amb un assaig sobre Eduardo Pondal. Instal·lat a Madrid des de la seva incorporació a aquesta institució, el poeta va travessar un llarg període de silenci que trencaria la final de la dècada dels quaranta amb Camiños no tempo (Camins en el temps). Comença llavors una nova etapa que van veure la llum Antífona da Cantiga (1951), Da miña zanfona (1954), Versos de alleas terras e tempos idos (1954) i Samos (1958), el seu últim llibre publicat en vida. Va morir a Cambados el 9 de novembre de 1959.
Autor de ràpid reconeixement popular i acadèmic, Cabanillas va conduir la poesia en gallec cap a la modernitat i la seva obra va ser considerada des dels primers moments dintre del cànon de la literatura gallega, malgrat que va crear una obra tan diversa que és difícil adscriure'l a un corrent o generació, tot i que molts el consideren membre del grup Nós

## Obres
- No desterro (1913) (poesia)
- Vento Mareiro (1915) (poesia)
- Da Terra asoballada (1917) (poesia)
- A saudade nos poetas galegos (1920) (assaig; discurs d'ingrés en la Real Academia Galega)
- A man de Santiña (1921) (teatre)
- O cabaleiro do Sant Grial (1922) (poesia)
- Estoria do bendito San Amaro que foi chamado no mundo o Cabaleiro de Arentéi (1925) (poesia)
- Na noite estrelecida (1926) (poesia)
- O Mariscal (1926) (teatre)
- A rosa de cen follas (1927) (poesia)
- Camiños no tempo (1949) (poesia)
- Antífona da cantiga (1950) (poesia; antologia)
- Da miña zanfona (1954) (poesia)
- Versos de alleas terras e tempos idos (1955) (poesia)
- Samos (1958) (poesia)
- "Poesía galega completa" (poesía) (2009)